# Rudolf Johann Helmers
Rudolf Johann Helmers, Vorname auch Johann Rudolf, Nachname auch Helmer, war ein am Ende des 17. und Anfang des 18. Jahrhunderts in Nürnberg und Frankfurt am Main tätiger Verleger und Heraldiker.

## Leben
Rudolf Johann Helmers war der Schwiegersohn des Nürnberger Kunsthändlers Paul Fürst. Als Schaffenszeit in Nürnberg ist der Zeitraum 1697–1705 bekannt.
Helmers wurde dadurch bekannt, dass er berühmte von seinem Schwiegervater betreute Werke wie den Thesaurus philopoliticus von Daniel Meisner („Sciographia cosmica“ bei Fürst) 1700 unter dem Namen „Politica politica / Statistisches Städte-Buch“ sowie das Johann Siebmachersche Wappen-Buch weiterentwickelte und ebenfalls 1700 neu herausgab.